# Pasar Viii Namo Trasi
Pasar Viii Namo Trasi is een bestuurslaag in het regentschap Langkat van de provincie Noord-Sumatra, Indonesië. Pasar Viii Namo Trasi telt 2990 inwoners (volkstelling 2010).